# 于斯克拉斯代罗
于斯克拉斯代罗（法語：Usclas-d'Hérault，法語發音：[ysklas deʁo]）是法国埃罗省的一个市镇，属于贝济耶区。

## 地理
于斯克拉斯代罗（43°31'7"N, 3°27'51"E）面积2.82 平方千米，位于法国奧克西塔尼大區埃罗省，该省份为法国南部沿海省份，南濒地中海，西南接奥德省，西北接塔恩省和阿韦龙省，东北与加尔省接壤。
与于斯克拉斯代罗接壤的市镇（或旧市镇、城区）包括：卡祖勒代罗、蒙塔尼亚克、波朗、圣帕瓜尔、圣庞斯德莫希安。

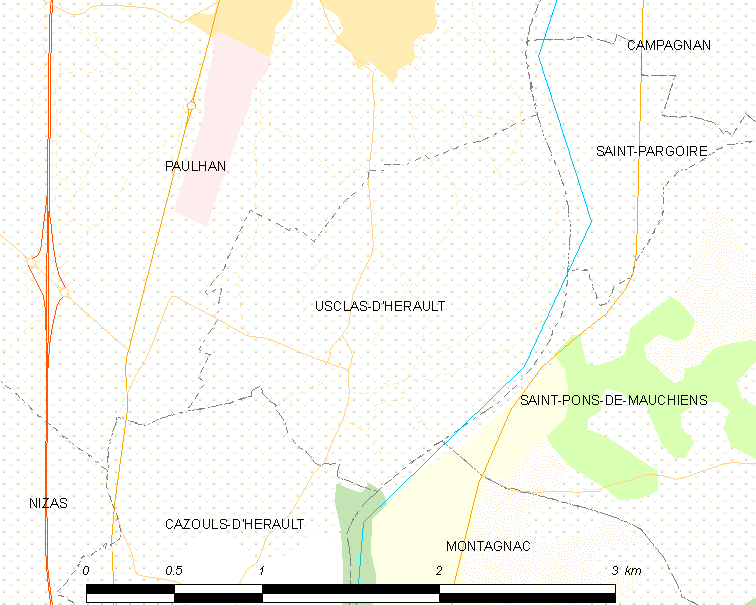
于斯克拉斯代罗的OSM定位图

于斯克拉斯代罗的时区为UTC+01:00、UTC+02:00（夏令时）。

## 行政
于斯克拉斯代罗的邮政编码为34230，INSEE市镇编码为34315。

## 政治
于斯克拉斯代罗所属的省级选区为梅兹县。

## 人口

1962-2008年间于斯克拉斯代罗人口变化图示

于斯克拉斯代罗于2022年1月1日时的人口数量为438人。